# Prjaporets (Stara Zagora)
Prjaporets (Bulgaars: Пряпорец) is een dorp in Bulgarije. Het dorp is gelegen in de gemeente Stara Zagora, oblast Stara Zagora. Het dorp ligt 8 km ten noordwesten van Stara Zagora en 182 km ten zuidoosten van de hoofdstad Sofia. 

## Bevolking
Op 31 december 2020 werden er 302 inwoners in het dorp Prjaporets geregistreerd door het Nationaal Statistisch Instituut van Bulgarije.
| Bevolkingsontwikkeling tussen 1934 en 2020          |
| --------------------------------------------------- |
|                                                     |
| Bron: Nationaal Statistisch Instituut van Bulgarije |

In het dorp wonen nagenoeg uitsluitend etnische Bulgaren. In de volkstelling van 2011 identificeerden 117 van de 120 ondervraagden zichzelf met de "Bulgaarse etniciteit". De overige ondervraagden hebben geen etnische achtergrond gespecificeerd.
| Etnische samenstelling van de respondenten (2011) | Etnische samenstelling van de respondenten (2011) | Etnische samenstelling van de respondenten (2011) | Etnische samenstelling van de respondenten (2011) | Etnische samenstelling van de respondenten (2011) |
| ------------------------------------------------- | ------------------------------------------------- | ------------------------------------------------- | ------------------------------------------------- | ------------------------------------------------- |
|                                                   |                                                   |                                                   |                                                   |                                                   |
| Bulgaren                                          | Bulgaren                                          |                                                   | 97,5%                                             | 97,5%                                             |
| Turken                                            | Turken                                            |                                                   | 0,0%                                              | 0,0%                                              |
| Roma                                              | Roma                                              |                                                   | 0,0%                                              | 0,0%                                              |
| Anders/Onbekend                                   | Anders/Onbekend                                   |                                                   | 2,5%                                              | 2,5%                                              |

Van de 124 inwoners die in februari 2011 werden geregistreerd, waren er 5 tussen de 0-14 jaar oud (4%), 62 inwoners waren tussen de 15-64 jaar oud (50%) en 57 inwoners waren 65 jaar of ouder (46%).